# Hyphessobrycon igneus
Hyphessobrycon igneus es una especie de pez de la familia Characidae en el orden de los Characiformes.

## Morfología
Los machos pueden llegar alcanzar los 3,4 cm de longitud total.

## Hábitat
Vive en zonas de clima tropical entre 20 °C - 24 °C de temperatura.

## Distribución geográfica
Se encuentran en Sudamérica: cuenca del río Paraná, Uruguay y lagunas Patos-Merín, en Argentina, Brasil y Uruguay.